# O'pen BIC
L'O'pen BIC és una embarcació de vela lleugera dissenyada per a competir en regates en categories infantil i júnior, és una classe monotip reconeguda per la ISAF i entre moltes altres federacions per la Federació Catalana de Vela i per la Federació Espanyola de Vela.

## Descripció
Amb 2,75 metres d'eslora i 1,14 metres de mànega, l'O'pen BIC és similar a l'Optimist i com aquest també s'utilitza en les escoles de vela per a nanos que comencen. Però, a diferència de l'Optimist, l'O'pen BIC té una banyera auto-buidadora, que actua com una sàssola automàtica, que buida automàticament l'aigua que hi entra (per efecte venturi), sense necessitat d'emprar cap sàssola manual, com tenen altres tipus d'embarcació existents.

## Equipament
L'O'pen BIC està equipat amb politges i altres accessoris de Ronstan i amb veles de North Sail, la més petita (3,8 m²) és de Dacron, el material més comú per a la fabricació de veles; la més gran (4,5 m²) és de Monofilm, un material plàstic menys utilitzat perquè és més car i més delicat. La vela de Dacron s'utilitza principalment en els entrenaments, la de Monofilm a les regates.

## Campionat del món - 2018
L'O'pen BIC amb el pas dels anys s'ha anat convertint cada vegada més en una embarcació de competició i la seva classe s'ha consolidat amb moltes competicions celebrades arreu del món. El campionat del món de 2018 s'ha celebrat a Arenys de Mar, sota els auspicis del CN Arenys de Mar i l'Ajuntament d'Arenys de Mar.

## Esdeveniments
- Font:www.bicsport.com
- Font:www.sailingresults.net

### Open Sota 19 - Campionat del Món
| Any                   | Or                       | Plata                | Bronze                             |
| 2014 Travemünde GER   | Paula IGUAL GARCIA (ESP) | Veronika ZIVNA (CZE) | Filippo MONTICELLI GREENWOOD (ITA) |
| 2015 Safety Beach AUS | Veronika ZIVNA (CZE)     | Lars VON SYDOW (USA) | Liam Herbert (NZL)                 |
| 2016 Quiberon FRA     |                          |                      |                                    |

### Open Sota 16 - Campionat del Món
| Any                     | Or                        | Plata                 | Bronze                    |
| 2013 Riva del Garda ITA | Federico Zampiccoli (ITA) | Guido Gallinaro (ITA) | Paula Igual Garcia (ESP)  |
| 2014 Travemünde GER     | Mattia JOURNO (ITA)       | Giulio SIROLLI (ITA)  | Federico ZAMPICCOLI (ITA) |
| 2015 Safety Beach AUS   | Kristen WADLEY (AUS)      | Sean HERBERT (NZL)    | Jack CHALLANDS (AUS)      |
| 2016 Quiberon FRA       |                           |                       |                           |

### Open Sota 15 - Campionat del Món
| Any                 | Or                   | Plata                | Bronze                   |
| 2009 Medemblik NED  | Kevin Bergers (NED)  | Vianney Bergot (FRA) | Junya Fujii (JPN)        |
| 2010 Martinique FRA | Brice Yrieix (FRA)   | Simon Jestin (FRA)   | U15 Vianney Bergot (FRA) |
| 2011 Ascona SUI     | Matteo Tulli (ITA)   | Brice Yrieix (FRA)   | Lorenzo Rossi (ITA)      |
| 2012 Miami USA      | Geronimo Nores (USA) | Peter Dill (BER)     | Koji Kiuchi (JPN)        |

### Open Sota 13 - Campionat del Món
| Any                     | Or                     | Plata                  | Bronze                |
| 2012 Miami USA          | Sean Herbert (NZL)     | Mikey Wolman (BER)     | Kristen Wadley (AUS)  |
| 2013 Riva del Garda ITA | Kristen Wadley (AUS)   | Andrea Spagnolli (ITA) | Ludovico Journo (ITA) |
| 2014 Travemünde GER     | Jack CHALLANDS (AUS)   | Lisa NUKUI (JPN)       | Davide MULAS (ITA)    |
| 2015 Safety Beach AUS   | Lennart FROHMANN (GER) | Magnus FROHMANN (GER)  | Leonard BEYER (GER)   |
| 2016 Quiberon FRA       |                        |                        |                       |
| 2017 Arco ITA           |                        |                        |                       |

### Open Sota 12 - Campionat del Món
| Any                 | Or                          | Plata                    | Bronze                    |
| 2009 Medemblik NED  | U12 Vasco Akkerman (NED)    | U12 Bart Lambriex (NED)  | U12 Thom Lugthart (NED)   |
| 2010 Martinique FRA | U12 Geronimo Nores (USA)    | U12 Thom Lugthart (NED)  | U12 Juan Cruz Nores (USA) |
| 2011 Ascona SUI     | U12 Florin van Roomen (SUI) | U12 Geronimo Nores (USA) | U12 Ludovico Parisi (FRA) |